# Mikko Huhtala
Mikko Huhtala (Lapua, Finlandia, 30 de marzo de 1952) es un deportista finlandés retirado especialista en lucha grecorromana donde llegó a ser medallista de bronce olímpico en Moscú 1980.

## Carrera deportiva
En los Juegos Olímpicos de 1980 celebrados en Moscú ganó la medalla de bronce en lucha grecorromana de pesos de hasta 74 kg, tras el luchador húngaro Ferenc Kocsis (oro) y el soviético Anatoly Bykov (plata).